# Natacha Strijevskaïa
 (février 2023).
 (février 2023).
Le contenu est difficilement compréhensible vu les erreurs de traduction, qui sont peut-être dues à l'utilisation d'un logiciel de traduction automatique.
 (février 2023).
Natacha Strijevskaïa (en russe : Наталья  Стрижевская) est une poétesse, chercheuse et traductrice russe, née le 13 décembre 1951 à Moscou.

## Biographie
Natacha Strijevskaia est diplômée de l'Institut de littérature Maxime-Gorki en 1974 à Moscou.
Elle a réalisé de nombreuses traductions de romans et de poésies du français vers le russe : Le spleen de Paris de Charles Baudelaire, Les Chimères de Gérard de Nerval, Illuminations d'Arthur Rimbaud, Zone de Guillaume Apollinaire, le cycle de quatre poèmes Exil de Saint-John Perse, le cycle de poèmes de Marcel Proust Portaits de peintres et de musiciens[Lequel ?], les nombreux textes de François Villon, Aloysius Bertrand, Lautréamont, Tristan Corbière, Stéphane Mallarmé, André Breton,  Pierre Jean Jouve, Francis Ponge et le livre des traductions d'Emmanuel Hocquard Un test de solitude. En 2008, elle a publié son anthologie Versions. Poésies françaises par Natalia Strijevskaia,.
Natacha Strijevskaia est également l'autrice de recueils de poésies : Le Froid (1992), L'amertume (1999), La voix (2006) et, Le livre des larmes (2021). Strijevskaia construit son style d'écriture « en s'avançant à côté de Khlebnikov mais perpendiculairement »,. Elle semble s'inspirer du folklore et de la culture de la Russie. 
En France, le séminaire de traduction consacré aux œuvres poétiques de Natalia Strijevskaia a eu lieu au Centre de poésie & traductions Royaumont. Deux de ses œuvres ont été publiées dans la collection Les Cahiers de Royaumont : Le Froid (1993) et Холод (1992).
Natacha Strijevskaia est l'autrice du premier livre russe sur la poésie de Joseph Brodsky, L'écriture de perspective Письмена перспективы, un essai philosophique et poétologique,. Elle est aussi critique littéraire et publie des articles-essais dans certaines revues russes. Elle a réalisé un cycle d'émissions sur la poésie à la radio, soit à Echo de Moscou. Ses œuvres sont notamment traduites en France, mais aussi dans d'autres pays.
Elle vit et travaille présentement à Moscou.

## Œuvres
- (ru) Холод [« Le froid »], Paris, Royaumomt,‎ 1992
- (ru) Наталья Стрижевская Горечь [« L'amertume »], Moscou, Blue Apple,‎ 1999
- (ru) Голос [« La voix »], Moscou, Русский путь,‎ 2006
- (ru) Книга слёз [« Le livre des larmes) »], Moscou, Русский путь,‎ 2021
- Le Froid (trad. Emmanuel Hocquard et Rémy Hourcade), Asnières-sur-Oise, Éditions Royaumont, 1993. (ISBN 9782905271532)
- (ru) Наталья Стрижевская, Письмена перспективы. О поэзии Иосифа Бродского [« L'écriture de perspective .sur la poésie de Joseph Brodsky »], Москва, Грааль,‎ 1997, 375 p.
- (ru) Versии Французская поэзия в переводах Натальи Стрижевской [« Versions. Poésies françaises par Natalia Strijevskaia »], Moscou, Дом-музей Марины Цветаевой,‎ 2008, 615 p.
- (ru) Эмманюэль Окар Тест на одиночество [« Emmanuel Hocquard Un test de solitude »] (trad. Natacha Strijevskaïa, préf. Natacha Strijevskaïa), Moscou, О.Г.И.,‎ 2002, 334 p..
- (ru) Марсель Пруст Портеты художников и музыкантов Перевод и предисловие Натальи Стрижевской [« Marcel Proust. Portaits de peintres et de musiciens »] (trad. Natacha Strijevskaïa, préf. Natacha Strijevskaïa), Moscou, Грааль,‎ 2000
- (ru) « Артюр Рембо Озарения » [« Arthur Rimbaud. Illuminations »], dans Артюр Рембо Пьяный корабль, Moscou, Снкт-Петербург Комсомольская правда Амфора,‎ 2011.
- (ru) Сен-Жон Перс Saint-John Perse :Изгнание Ливни Снега Поэма чужестранке Хроника Песня той что была с тобой Песнь равноденствия Речь на банкете по случаю вручения Нобелевской премии и другие dans Сен-Жон Перс Избранное.Предисловие Пьера Мореля, Moscou, Русский путь,‎ 1996.
- (ru) « Гийом Аполлинер Зона » [« Guillaume Apollinaire. Zone »], dans Гийом Аполлинер  Комсомольская правда Амфора,‎ 2012.
- (ru) Guillaume Apollinaire (trad. du français par Natacha Strijevskaïa), « Гийом Аполлинер Мост Мирабо и другие » [« Pont Mirabeau et autres poèmes »], dans Аполлинер Избранная лирика Москва Книга,‎ 1985
- (ru) « Андре Бретон » [« André Breton »], dans Поэзия французского сюрреализма Санкт-Петербург Амфора,‎ 2004
- (ru) Жерар де Нерваль(Gérard de Nerval) Христос :с в Гефсиманском саду и другие in Библиотека всемирной литературы европейская поэзия ХIХ века, Moscou, Художественная литература,‎ 1977
- Innokenti Fedorovitch Annenski Trefles et autres poèmes Choix (trad. Natalia Strijevskaia et Jean-Pierre Balpe Orphée), Paris, La Différence, 1993
- (ru) « Последний экзистенциалист О поэтике Самария Великовского », dans Самарий Великовский В скрещенье лучей Очерки французской поэзии XIX-XXвеков Российские пропилеи Центр гуманитарных инициатив, Moscou, Санкт-Петербург,‎ 2012
- « Les paradoxes d'Apoukhine », dans Apouktine Entre la mort et la vie, Paris, Les belles lettres, 1992
- Aragon et Tolstoi (trad. Natacha Strijevskaia), « La Semaine sainte et Guerre et paix », dans Histoire/Roman La Semaine sainte  d'Aragon, Université de Provence, 1988.